# ألفريد سلون

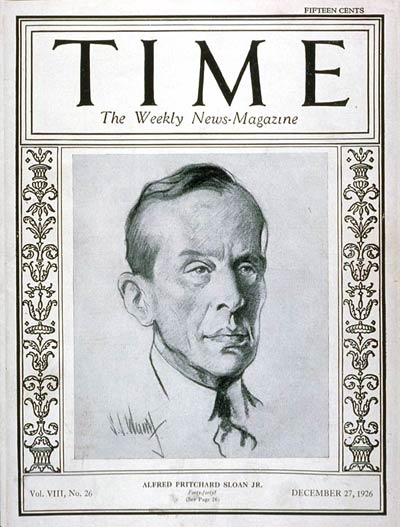
صورة ألفريد سلون على مجلة التايم.

ألفريد سلون(بالإنجليزية: Alfred Pritchard Sloan, Jr.) والذي عاش في الفترة بين 23 مايو 1875، و17 فبراير 1966 كان رجل أعمال أمريكي في صناعة السيارات، وخدم لفترة طويلة كرئيس ورئيس مجلس إدارة والمدير التنفيذي لشركة جنرال موتورز.

## روابط خارجية
- ألفريد سلون على موقع الموسوعة البريطانية (الإنجليزية)
- ألفريد سلون على موقع إن إن دي بي (الإنجليزية)